# Список війн XI століття
|  | Службовий список статей, створений для координації робіт з розвитку теми. Це попередження не встановлюється на інформаційні списки і глосарії. |

Нижче наведений список війн, що йшли (або почалися/закінчилися) в XI столітті.

## 1000—1009
- Польсько-німецька війна (1002-1018)

- Битва при Скопие (1004)
- Битва при Крете (1009)

## 1010—1019
- Друга корьо-киданська війна (1010—1011)
- Битва при Фессалоніке (1014)
- Битва при Клейдіоні (1014)
- Битва біля Клонтарфа (1014)
- Битва при Струміце (1014)
- Битва при Битоле (1015)
- Завоювання Канута Великого в Англії (1015—1016)
- Усобиця Володимировичів (1015—1019)
- Втручання Болеслава І у боротьбу за Київський трон (1015—1019)
- Битва під Любечем (1016)
- Облога Німці (1017)
- Битва при Сетіне (1017)
- Битва над Бугом (1018)
- Битва при Диррахії (1018)
- Київський похід (1018)
- Київське повстання (1018)
- Третя корейсько-китайська війна (1018—1019)
- Третя корьо-киданська війна (1019)
- Битва на Альті (1019)
- Вторгнення піратів (тоі) (1019)

## 1020—1029
- Похід Ярослава Мудрого на Брест (1022)

- Похід на Лемнос (1024)

## 1030—1039
- Битва біля Стіклестада (1030)

- Повстання польських язичників (1031–1032)

- Русько-печенізькі війни (867—1036)
- Битва під Києвом (1036)

## 1040—1049
- Битва при Фессалоніке (1040)
- Битва при Фессалоніке (1040)
- Битва при Острово (1041)

- Похід на Царгород (1043)
- Візантійсько-сельджуцькі війни (1048—1308)

## 1050—1059
- Дев'ятирічна війна (1051—1062)

## 1060—1069
- Русько-половецькі війни (1061—ХІІІ ст.)
- Війна трьох Санчо (1065—1067)
- Битва при Стемфорд Брідж (1066)
- Норманське завоювання Англії (1066)
- Київське повстання (1068)
- Київський похід Болеслава II (1069)

## 1080—1089
- Битва при Диррахії (1081)
- Трирічна війна (1083 — 1087)

## 1090—1099
- Битва на Желяні (1093)
- Міжусобна війна на Русі (1094—1097)
- Хрестові походи (1095—1291)
- Перший Хрестовий похід  (1096—1099)
- Селянський хрестовий похід (1096)
- Міжусобна війна на Русі (1097—1100)
- Битва на Рожному Полі (1099)
- Битва над Вягром (1099)
- Похід Владислава Германа на Галич (1099)